# Laetitia Darche
Laetitia Sauzier (nhũ danh Darche, sinh ngày 22 tháng 6 năm 1991) là một thí sinh sắc đẹp Mauritius và cựu Hoa hậu Mauritius. Cô được trao vương miện Hoa hậu Mauritius 2010.

## Đầu đời
Sinh ra ở Uccle với người cha gốc Bỉ Michel và mẹ Jacques Jacques đến từ Mauritius, Darche trải qua ba năm đầu đời ở Mauritius. Gia đình cô sau đó chuyển đến Tây Ban Nha trong mười năm và đến Bỉ trong năm năm tiếp theo, nơi cô thường đến thăm bà ngoại Rachelle ở Jodoigne.
Darche có thể nói tiếng Pháp, tiếng Tây Ban Nha, tiếng Anh, Flemish và Mauritian Creole. Cô bắt đầu sự nghiệp người mẫu của mình ở tuổi 16 và tham gia cuộc thi Người mẫu Ưa nhìn Mauritius 2009, cuộc thi mà cô nhận được danh hiệu Prix spécial du jury và hoàn thành với vị trí thứ hai.
Trước khi thi đấu ở Hoa hậu Mauritius, Darche từng theo con đường lấy bằng cử nhân về xã hội học và kinh tế tại Đại học Paris-Sorbonne đi kèm làm người mẫu làm ảnh ở Pháp.

## Hoa hậu Mauritius 2010
Darche tham gia cuộc thi sắc đẹp quốc gia, Hoa hậu Mauritius, tổ chức vào ngày 25 tháng 9 năm 2010 tại Bel Ombre, cuộc thi mà cô trở thành người chiến thắng cuối cùng và đoạt lấy danh hiệu, giành quyền đại diện cho Mauritius tham gia cuộc thi Hoa hậu Hoàn vũ 2011 và Hoa hậu Thế giới 2011.

## Hoa hậu Hoàn vũ 2011
Tạp chí Time gọi trang phục của Laetitia Darche, là một trong những thứ tồi tệ nhất trong cuộc thi Hoa hậu Hoàn vũ 2011. Tạp chí Time miêu tả nó như giấy vệ sinh cho những miếng vải tua cô đeo trên tay.

## Cuộc sống cá nhân
Laetitia Darche kết hôn với Maxime Sauzier vào ngày 3 tháng 8 năm 2012 tại Cap Malheureux. Chiếc váy cưới của cô được tạo ra bởi nhà tạo mẫu / nhà thiết kế nổi tiếng người Mauritius Alexandra Juglall, người quyết định thực hiện là một người mẫu độc đáo cho dịp này.